# Chimár

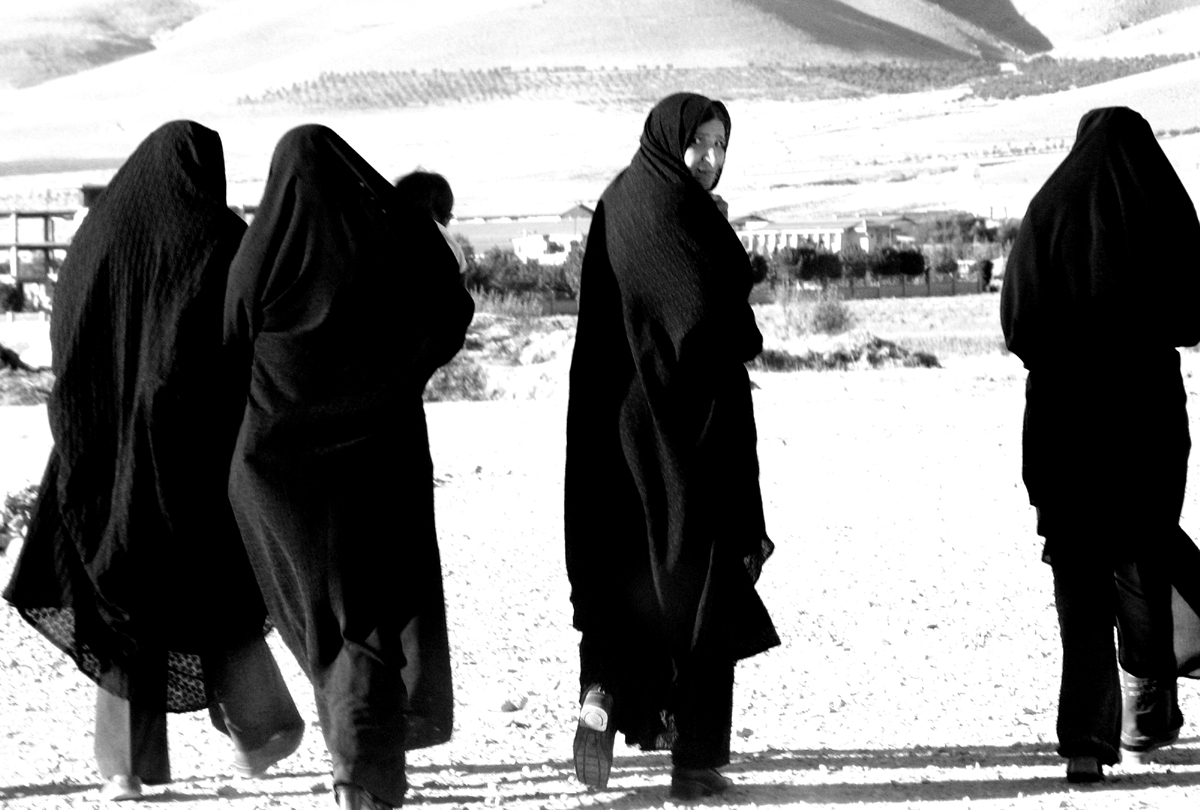
Ženy oblečené v chimáru

Chimár, arabsky خمار (v množném čísle chumúr), je muslimský závoj pro ženy. Zakrývá hlavu (kromě obličeje), krk a hruď. Bývá dvoudílný a obvykle sahá k bokům, avšak může zahalovat i celé tělo. Chimár, který Arabové používali v předislámské době, zakrýval jen část vlasů nositelky, nikoli však její lokny, uši, náušnice, hrdlo ani náhrdelníky.[zdroj?]